# Giorgos Printezis
Giorgos Printezis (en griego: Γιώργος Πρίντεζης ), también escrito como Georgios Printezis (nacido el 22 de febrero de 1985 en Siros) es un exjugador de baloncesto griego que fue profesional durante 21 años, la mayor parte en las filas del Olympiacos B.C. de la A1 Ethniki. Mide 2,06 metros, y jugaba en la posición de ala-pívot.

## Trayectoria deportiva
Comenzó su carrera deportiva en las categorías inferiores del Olympiacos, debutando en el primer equipo en la temporada 2003-04. en 2006 fue cedido al Olympia Larissa, en una temporada en la que promedió 11,5 puntos y 4,0 rebotes por partido, y en la que quedó campeón en el concurso de mates del All-Star griego.
Esa temporada fue elegido en la posición 58 del Draft de la NBA de 2007 por San Antonio Spurs, pero sus derechos fueron traspasados a Toronto Raptors a cambio de una segunda ronda del draft de 2008. Pero no llegó a debutar en la liga, regresando a su club de origen, el Olympiacos.
En julio de 2009 ficha por el Unicaja Málaga por tres temporadas, equipo en el que no acabó de cuajar.
Su primera temporada en Unicaja no pasó de discreta, promediando  9.8 puntos y 3.2 rebotes en ACB. En la siguiente, su peso en el juego del equipo fue decreciendo (6.2 puntos y 2.1 rebotes en 19 partidos), hasta que en el mes de marzo dejó su plaza en la ACB al gigante Sinanovic. 
En 2011 el Unicaja Málaga llega a un acuerdo con Printezis para extinguir su relación contractual, lo que deja vía libre para que el ala-pívot vuelva a su club de toda la vida, el Olympiacos del Pireo.

### Selección nacional
En 2007 fue convocado por la selección griega para disputar el torneo clasificatorio para los Juegos Olímpicos de 2008, disputando también al año siguiente la cita olímpica, en la que promedió 4,5 puntos y 1,8 rebotes por partido.